# Cyathea serratifolia
Cyathea serratifolia är en ormbunkeart som beskrevs av Bak. Cyathea serratifolia ingår i släktet Cyathea och familjen Cyatheaceae. Inga underarter finns listade.